# 洛恩 (明尼蘇達州)
洛恩（英語：Lorne）是位於美國明尼蘇達州耶洛梅德辛縣明尼蘇達福爾斯鎮區的一個非建制地區。

## 歷史
洛恩於1898年成立，得名自加拿大總督第九代阿蓋爾公爵約翰·坎貝爾（John George Edward Henry Douglas Sutherland Campbell, 9th Duke of Argyll）。洛恩的郵局於1905年設立，其後於1935年停運。

## 地理
洛恩所處的海拔為高於海平面320米（即1050英呎），而該地所採用的時區為UTC-6，即北美中部時區（CST）。同時該地設有夏令時間，為UTC-6調快一小時，即UTC-5（CDT）。